# Krishnasagarakere, Chiknayakanhalli
Krishnasagarakere là một làng thuộc tehsil Chiknayakanhalli, huyện Tumkur, bang Karnataka, Ấn Độ.